# Zederhaus
Zederhaus ist eine der 15 Gemeinden im Bezirk Lungau, Salzburg in Österreich mit 1170 Einwohnern (Stand 1. Jänner 2024). Flächenmäßig ist Zederhaus die größte Gemeinde im Lungau.

## Geografie

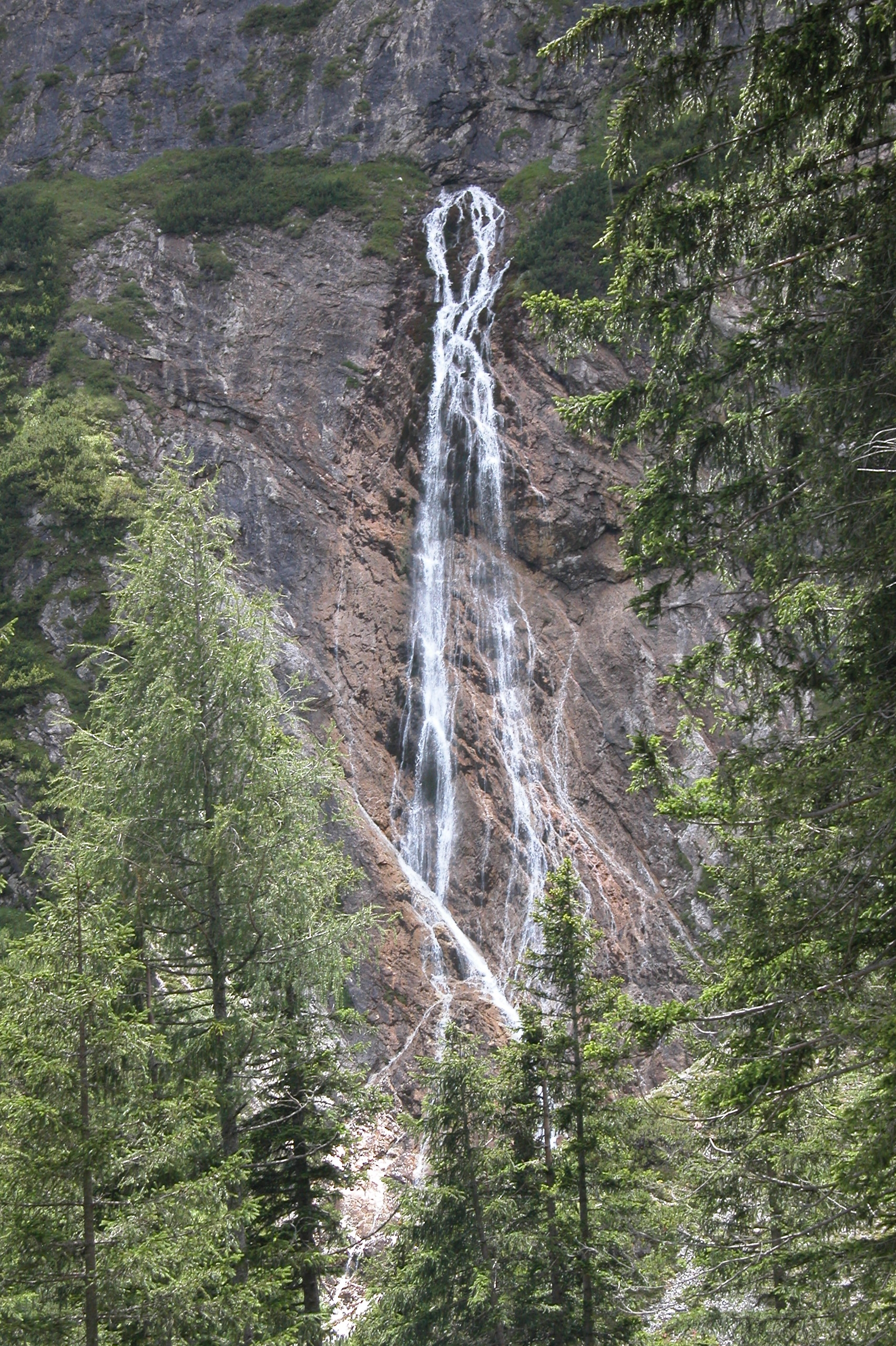
Die Brunnwandquellen im Naturpark Riedingtal

Das Zederhaustal liegt im westlichen Teil des Lungaus und verläuft parallel zum Murtal von nordwestlicher in südöstlicher Richtung. Bis Ende Jänner 1962 gehörte die Gemeinde zum Gerichtsbezirk Sankt Michael im Lungau, seit dem 1. Februar 1962 ist sie Teil des Gerichtsbezirks Tamsweg. Das Tal ist begrenzt vom Weißeckkamm im Südwesten (Höchste Erhebung: Weißeck, 2711 m) und dem Hochfeindkamm im Nordosten (Höchste Erhebung: Hochfeind, 2687 m) – zwei Seitenästen der Radstädter Tauern.
Das Gemeindegebiet von Zederhaus grenzt an die Gemeinden Flachau, Kleinarl und Hüttschlag im Norden, Muhr im Westen, Sankt Michael im Lungau im Süden, sowie Tweng im Osten. Straßenverbindungen bestehen nur nach Sankt Michael sowie über den Tauerntunnel nach Flachau.

### Gemeindegliederung
Bis 2022 umfasst das Gemeindegebiet folgende vier Ortschaften (in Klammern Einwohnerzahl, Stand 1. Januar 2022, Quelle: Statistik Austria):
- Lamm (357)
- Rothenwand (226)
- Wald (3)
- Zederhaus (582)

Diese wurden 2022 aufgelöst; die Gemeinde besteht heute aus der einzigen Ortschaft Zederhaus.
Die Gemeinde besteht aus den Katastralgemeinden Lamm, Rothenwand, Wald und Zederhaus.

### Nachbargemeinden
| Kleinarl (JO)   | Flachau (JO)                                | Tweng         |
| Hüttschlag (JO) | Kompassrose, die auf Nachbargemeinden zeigt | Sankt Michael |
|                 | Muhr                                        |               |

## Politik

### Gemeinderat
| Gemeinderatswahl 2024Wahlbeteiligung: 87,4 % 6050403020100 53,4 % (−6,3 %p)46,6 % (+14,7 %p)n. k. % (−8,4 %p) ÖVPFPÖSPÖ20192024 |

Die Gemeindevertretung hat insgesamt 13 Mitglieder.
- Mit den Gemeindevertretungs- und Bürgermeisterwahlen in Salzburg 2004 hatte die Gemeindevertretung folgende Verteilung: 7 ÖVP, 4 SPÖ, und 2 FPÖ.
- Mit den Gemeindevertretungs- und Bürgermeisterwahlen in Salzburg 2009 hatte die Gemeindevertretung folgende Verteilung: 7 ÖVP, 3 SPÖ, und 3 FPÖ.[1]
- Mit den Gemeindevertretungs- und Bürgermeisterwahlen in Salzburg 2014 hatte die Gemeindevertretung folgende Verteilung: 8 ÖVP, 4 FPÖ, und 1 SPÖ.[2]
- Mit den Gemeindevertretungs- und Bürgermeisterwahlen in Salzburg 2019 hatte die Gemeindevertretung folgende Verteilung: 8 ÖVP, 4 FPÖ, und 1 SPÖ.[3]
- Mit den Gemeindevertretungs- und Bürgermeisterwahlen in Salzburg 2024 hat die Gemeindevertretung folgende Verteilung: 7 ÖVP und 6 FPÖ.[4]

### Bürgermeister
- bis 1920 Thomas Wieland, Schmied
- 1920–1922 Matthäus Gruber, Gruberbauer
- 1922–1923 Franz Gfrerer, Kocherbauer
- 1923–1931 Bartl Gfrerer, Hauserbauer
- 1931–1938 Josef Moser, Schneidermeister
- 1938–1940 Peter Gruber, Wagnermeister
- 1941–1942 Andrä Moser
- 1942–1945 Emanuel Rothenwänder
- 1945–1949 Johann Gfrerer, Mesnerbauer (provisorisch)
- 1949–1969 Josef Bacher, Wastlerbauer, Landwirt (ÖVP)
- 1969–1979 Josef Gfrerer, Moosbauer (ÖVP)
- 1979–1998 Alfred Zanner (* 1932), Schmiedemeister (ÖVP)
- 1999–2019 Alfred Pfeifenberger (* 1958) (ÖVP)[5]
- seit 2019 Thomas Kößler (ÖVP)[6]

### Wappen
Das Wappen der Gemeinde wurde 1980 verliehen: „Der Schild schräglinks überzogen vom Mittelteil einer Zederhauser Prangstange, geschmückt mit bunten Bändern und Blumen; oben in Blau wachsend der gold-nimbierte hl. Johannes der Täufer, bekleidet mit brauner, ärmelloser, härener Kutte, die Rechte gestützt auf den goldenen Kreuzstab, spiralförmig locker umwunden mit silbernem Band, mit der Linken aus goldener Schale das Taufwasser spendend; unten in Grün eine schräglinke silberne Adler-Flaumfeder.“
Das Wappen weist auf die Geschichte von Zederhaus hin: Johannes der Täufer ist der Schutzherr der Kirche, die Prangstangen werden zum Fest des Kirchenpatrons am 24. Juni und bei der Sommersonnenwende durch den Ort getragen. Die Adler-Flaumfeder ist das Berufszeichen der Schweinschneider, die in der Geschichte des Ortes eine wichtige Rolle spielten.

## Kultur und Sehenswürdigkeiten

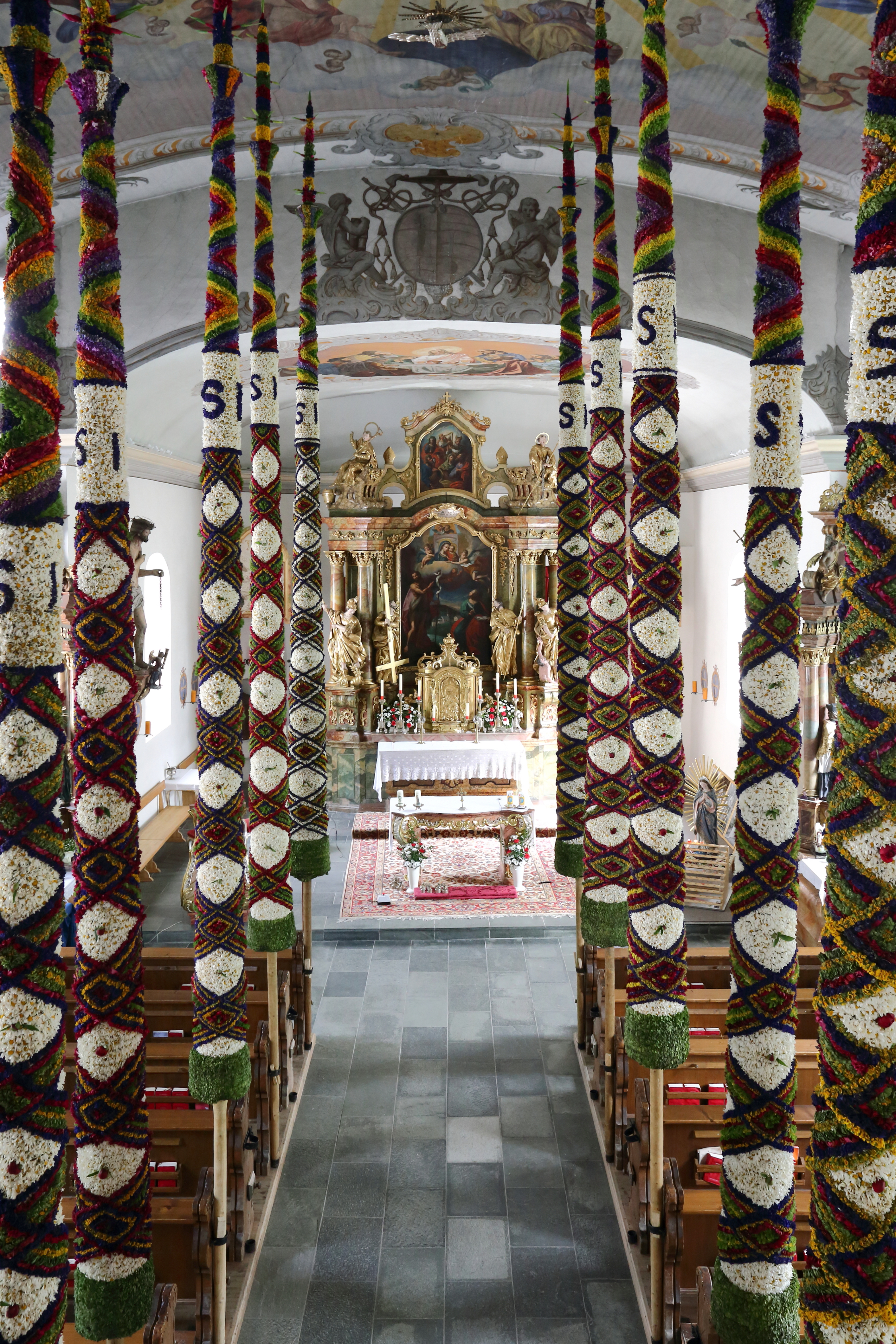
Aufgestellte Prangstangen in der Pfarrkirche

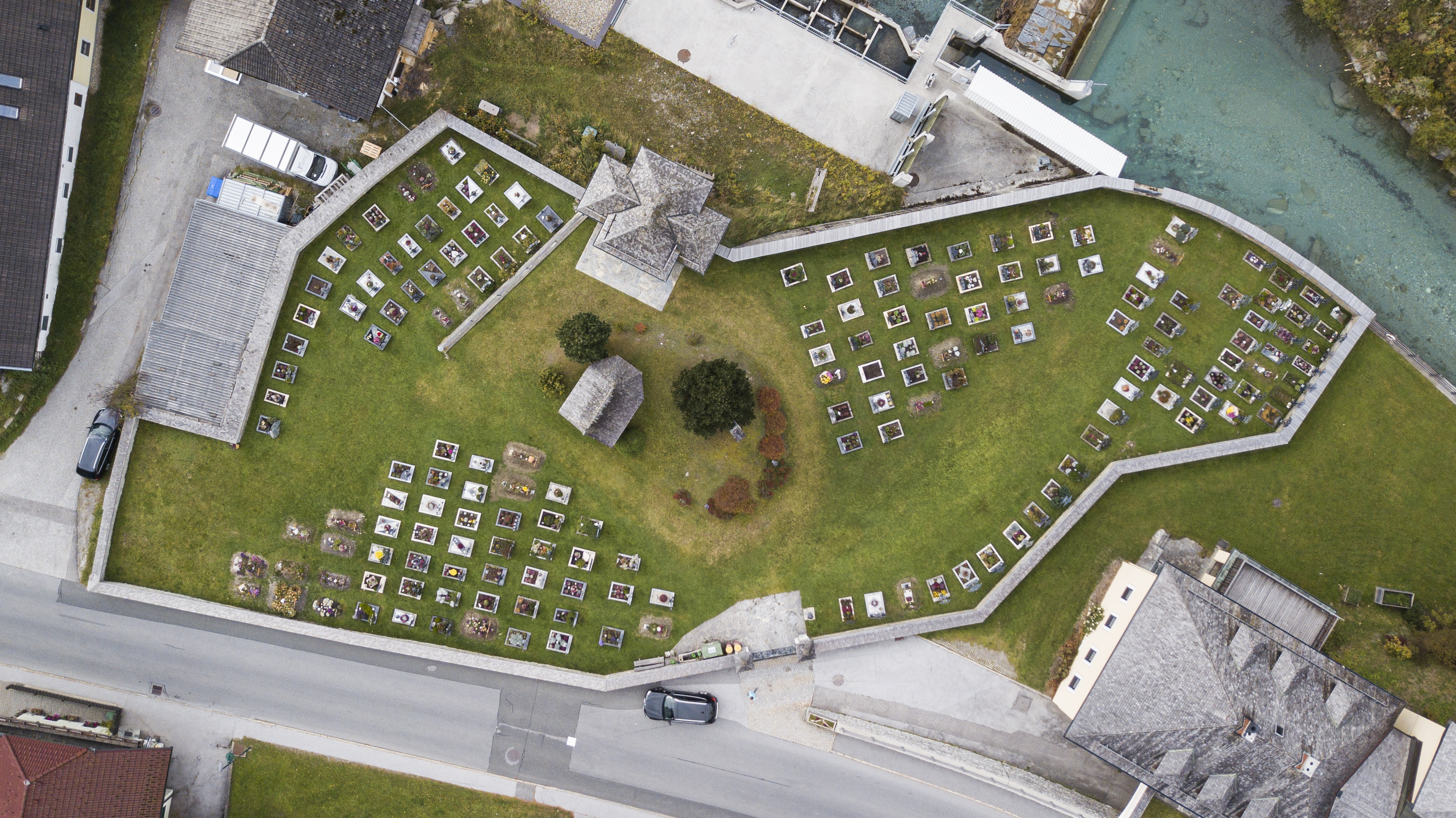
Friedhof von Zederhaus

- Katholische Pfarrkirche Zederhaus hl. Johannes der Täufer
- Zederhauser Prangstangen
- Mühlenweg Zederhaus[8]
- Der Denkmalhof Maurergut[9] gewährt dem Besucher einen Einblick in das bäuerliche Leben vergangener Jahrhunderte.

- Naturpark Riedingtal[10]

## Wirtschaft und Infrastruktur

### Wirtschaftssektoren
Im Jahr 2011 arbeiteten rund siebzig Erwerbstätige in der Landwirtschaft, fünfzig im Produktionssektor und neunzig im Dienstleistungssektor. Etwa sechzig Prozent der Beschäftigten des Produktionssektors arbeiteten im Bereich Energieversorgung. Die wichtigsten Arbeitgeber im Dienstleistungssektor waren Beherbergung und Gastronomie sowie soziale und öffentliche Dienste.

### Kraftwerk
Das Kraftwerk Zederhaus aus dem Speicher Schliereralm gehört zur Kraftwerksgruppe Lungau, sammelt 10 Gebirgsbäche in 2 Beileitungen, ging 1984 in Betrieb und liefert bis 10 MW Leistung.

### Verkehr
- Straße: Die Gemeinde Zederhaus liegt an der Tauern Autobahn A10 und ist durch eine Halbanschlussstelle von und nach Richtung Salzburg angebunden. Des Weiteren ist das Gemeindegebiet durch die Zederhauser Landesstraße erschlossen.

## Persönlichkeiten
- Anton Bayr (1927–2020), Politiker und Bezirksschulinspektor
- Heimo Pfeifenberger (* 1966), Fußballspieler und -trainer
- Michael Pfeifenberger (* 1965), Regisseur und Drehbuchautor
- Valentin Pfeifenberger (1914–2004), Geistlicher
- Wolfgang Pfeifenberger (* 1967), Politiker
- Max Prodinger (* 1976), Opernsänger
- Ernst Rothenwänder (* 1947), Politiker
- Josef Sampl (* 1948), Politiker und Lehrer